# Mutines
Mutines (en llatí Mutines, en grec antic Μουτίνας o Μυττόνας, segons Polibi) va ser un militar libi amazic de cultura fenícia-cartaginesa, nadiu d'Hipponium.
Va ser entrenat militarment a Cartago i va donar proves de les seves habilitats i Hanníbal el va seleccionar per ser comandant de Sicília a la mort d'Hipòcrates de Siracusa. Mutines es va reunir amb Epícides de Siracusa i Hannó a Agrigent abans del final de l'any 212 aC i se li va donar el comandament de la cavalleria númida amb la que va estendre els seus atacs per tota l'illa.
Marc Claudi Marcel es va veure a presentar batalla a aquest nou enemic, i va avançar fins al riu Hímera on va sostenir un enfrontament amb Mutines que el va derrotar. Absent Mutines, Hannó i Epícides van presentar batalla als romans envejosos dels èxits del seu company, i van ser derrotats, segons Polibi i Titus Livi. Però quan Mutines va tornar va ser capaç de reorganitzar als cartaginesos i reprendre l'ofensiva sense haver de restar darrere les muralles d'Agrigent. Cada racó de l'illa era objecte dels seus atacs.
Marc Valeri Leví el successor de Marcel no va poder fer front a les sortides victorioses de Mutines. Quan Hannó va assolir el comandament en lloc de Mutines, a qui va tractar indignament, va aconseguir que el libi abandonés el camp cartaginès i entrés en contacte amb els romans, als que va entregar Agrigent. Per aquest servei va ser recompensat amb els drets de la ciutadania romana i altres honors.